# کوپیلا
کوپیلا شهری در شهرستان سابو در استان بولکیمده در بورکینافاسوی غربی مرکزی است جمعیت آن ۱۵۰۷ نفر است.